# うみべの女の子
『うみべの女の子』（うみべのおんなのこ、A Girl by Seaside）は、浅野いにおによる日本の成人向け青年漫画作品。
『マンガ・エロティクス・エフ』（太田出版）にてvol.58（2009年7月7日）からvol.79（2013年1月8日発売）まで連載された。単行本は全2巻。
夏になっても特に賑わうこともないある田舎の海辺の町を舞台にしたストーリー。思春期の少年少女の恋愛とセックスが描かれる。

## あらすじ
冬、中学2年生の佐藤小梅と磯辺恵介は浜辺にいた。小梅は恋い慕っていた先輩の三崎から、オーラルセックスを強要された挙句に振られ、先程、磯辺との衝動的な性行為を済ませたばかりだった。小梅は未だに三崎を思っており、磯辺への恋愛感情はなかった。磯辺は中学1年生の時に小梅に告白し、現在まで小梅を思い続けていた。磯辺は小梅に再度思いを告げるが、小梅はどう答えていいか分からず、ひたすらに謝罪を返すのみだった。
翌日、小梅は学校にて三崎から呼び出され、前日の行為についての謝罪を受ける。小梅は三崎への未練から彼を咎めずに、改めて彼に交際を申し込むが、三崎は小梅に「タイプではない」と伝える。その日の下校中、小梅は堪らず泣き出してしまう。途中で磯辺と合流し、彼から、小梅が自分を思っていなくても構わないと伝えられ、家へと誘われ、小梅はこれを承諾する。この時期から2人は秘密の肉体関係を築くようになる。

## 登場人物
佐藤 小梅（さとう こうめ）
本作の主人公の普通の中学生。周囲から面食いと評される。父親は鍼灸師。好意を持っていた三崎に振られ、そのあてつけに「何となく」磯辺と体の関係を持ってしまい、秘密の関係を続けるようになる。しかし、「うみべの女の子」の存在によって磯辺との確執が生じるようになる。
磯辺 恵介（いそべ けいすけ）
中学1年生の時に小梅に告白した男子。内向的だが傲慢な一面を見せる。小学6年生の時、父の仕事の都合で引っ越してきた。兄が自殺しているが、事故死として処理されている。兄が生前に運営していた漫画やアニメに関するブログを引き継いでいる。
三崎（みさき）
女癖が悪いことで有名な先輩。セミロングのイケメン。軽い口調でナルシストな素振りが多い。好きな女性のタイプはアンジェリーナ・ジョリーのような女性。告白してきた小梅にオーラルセックスを強要した。
鹿島 翔太（かしま しょうた）
小梅とは幼なじみでクラスメイト。小柄な体躯でそばかすの目立つ顔。小梅に淡い好意を抱いており、そのせいで度々ちょっかいをかけては煙たがられていた。小梅と2人で歩いていた磯辺に目をつける。
小林 桂子（こばやし けいこ）
眼鏡をかけた黒目がちな女子。小梅の親友でクラスメイト。お笑い芸人のおっかけをしており、自身もお笑い芸人を志している。鹿島に好意を抱いている。
うみべの女の子
小梅が砂浜で拾ったSDカードに入っていた写真に映っていた少女。磯辺がこれを気に入り、彼女の画像を「うみべの女の子」というファイル名で保存し、内の一枚をパソコンのデスクトップ壁紙に使用していた。終盤には本人が登場し、盟院学園という高校の二年生であることが判明する。

## 書誌情報
- 浅野いにお 『うみべの女の子』 太田出版〈f×COMICS〉 全2巻
  1. 2011年3月17日発売、ISBN 978-4-7783-2138-3
  2. 2013年2月21日発売、ISBN 978-4-7783-2187-1

## その他
- 浅野いにお「うみべの女の子」複製原画展
  - 2013年2月21日から3月14日までリブロ池袋本店で開催された。

## 映画
2021年8月20日に公開。監督はウエダアツシ、主演は石川瑠華と青木柚。R15+指定。

### キャスト
- 佐藤小梅：石川瑠華
- 磯辺恵介：青木柚
- 鹿島翔太：前田旺志郎
- 小林桂子：中田青渚
- 三崎：倉悠貴
- 白瀬香菜惠：宮﨑優
- 湯ノ原 明：髙橋里恩
- 大津克俊：平井亜門
- 鈴木摩理：円井わん
- 土井洋文：西洋亮
- うみべの女の子：高崎かなみ
- 磯辺の父：村上淳

### スタッフ
- 原作：浅野いにお『うみべの女の子』（太田出版〈f×COMICS〉）
- 監督・脚本・編集：ウエダアツシ
- 音楽：world's end girlfriend
- 挿入曲：はっぴいえんど「風をあつめて」（PONY CANYON / URC records）
- 製作：藤本款、吉田尚子、市村亮、前信介、村松克也、宮前泰志、水戸部晃
- エグゼクティブプロデューサー：甲斐真樹
- プロデューサー：白川直人、秋山智則
- ラインプロデューサー：鈴木徳至
- 技術コーディネーター：豊里泰宏
- 宣伝プロデューサー：小口心平
- 撮影：大森洋介
- 照明：石垣達也
- 音響：弥栄裕樹
- 美術・装飾：横張聡
- 衣裳：小宮山芽以
- ヘアメイク：河本花葉
- 助監督：平波亘
- 制作担当：飯塚香織
- 共同脚本：平谷悦郎
- 制作プロダクション・配給：スタイルジャム
- 制作協力：コギトワークス
- 製作：「うみべの女の子」製作委員会（スタイルジャム、クロックワークス、TCエンタテインメント、キュリオスコープ、グラスゴー15、ポニーキャニオン、カラーバード、コンテンツ・ポテンシャル）